# 乳突紫背杜鹃
乳突紫背杜鹃（学名：Rhododendron forrestii sp. papillatum）为杜鹃花科杜鹃花属下的一个亚种。